# 마늘모굳힘
마늘모굳힘 또는 입구자굳힘은 굳힘의 일종으로, 화점이나 소목 등 귀의 기착점에서 입구자 위치에 착수하는 것이다.